# Live & Murderous in Chicago
Le Live & Murderous in Chicago est un DVD du groupe Papa Roach, sorti en novembre 2005 sous le label Polydor.
Il regroupe bien sûr un concert, plus des bonus:
- Un film back stage depuis leur premier album 'Infest'.
- Des clips : Last Resort, Scars, Getting Away With Murder, Time and Again, Broken Home, Between Angeles and Insects, She Loves Me Not).
- Une galerie de photos exclusives.

## Liste des chansons jouées durant le concert
1. Introduction 1:00
2. Dead Cell 3:14
3. Not Listening 2:59
4. She Loves Me Not 3:31
5. M-80 (Explosive Energy Movement) 2:19
6. Getting Away With Murder 4:20
7. Be Free 3:04
8. Life Is A Bullet 2:20
9. Blood 3:14
10. Done With You 3:29
11. Harder Than A Coffin Nail 2:29
12. Blood Brothers 3:40
13. Born With Nothing, Die With Everything 4:47
14. Hit Me - Hip Hop version 2:10
15. Take Me 5:11
16. Scars 3:28
17. Broken Home 3:43
18. Cocaine 0:52
19. Last Resort 3:34
20. Between Angels and Insects 4:36
21. End Credits 1:00